# Schizostachyum glaucocladum
Schizostachyum glaucocladum är en gräsart som beskrevs av Elizabeth A. Widjaja. Schizostachyum glaucocladum ingår i släktet Schizostachyum och familjen gräs. Inga underarter finns listade i Catalogue of Life.